# Cumia adjuncta
Cumia adjuncta là một loài ốc biển, là động vật thân mềm chân bụng sống ở biển thuộc họ Colubrariidae.

## Phân bố
Chúng phân bố ở biển dọc theo New Zealand.